# Otto Wendel
Otto Wendel (ur. 13 marca 1926 w Łączy) – niemiecki prawnik i funkcjonariusz (płk.) Ministerstwa Bezpieczeństwa NRD.

## Życiorys
Uczęszczał do szkoły podstawowej; następnie do kolegium nauczycielskiego w Tarnowskich Górach i Nysie (1941-1944); członek NSDAP od 1944; służba w Wehrmachcie (1944-1945).
W latach 1945–1948 w niewoli radzieckiej. Pełnił funkcję przewodniczącego okręgu organizacji Wolnej Młodzieży Niemieckiej (Freie Deutsche Jugend – FDJ) w Erfurcie (1949), wstąpił do SED (1949), był słuchaczem w Wyższej Szkole Partyjnej (Parteihochschule Karl Marx) w Kleinmachnow (1951-1952), instruktorem Centralnej Rady FDJ (1952). W 1953 przeszedł do służby zagranicznego wywiadu politycznego NRD (Außenpolitische Nachrichtendienst – APN) (od 1953 w Głównym Zarządzie XV, od 1956 w Głównym Zarządzie Wywiadu HV A MBP), wykładowca w szkole wywiadu w Berlinie, ponownie słuchacz Wyższej Szkoły Partyjnej w Berlinie (1955-1962), w 1956 przeniesiony do HVA-HA I (szpiegostwo polityczne), mianowany kierownikiem zakładu w szkole wywiadu w Bad Belzig (1959-), zastępcą dyrektora (1963-1966) i dyrektorem tamże (1966-1986). W 1973 otrzymał awans na pułkownika, w 1974 uzyskał tytuł dr. praw, w 1975 docenta, w 1986 przechodząc na emeryturę.